# Rodel vid olympiska vinterspelen 2010
Tävlingarna i rodel vid de olympiska vinterspelen 2010 hölls mellan den 13 och 17 februari 2010 i Vancouver, Kanada.

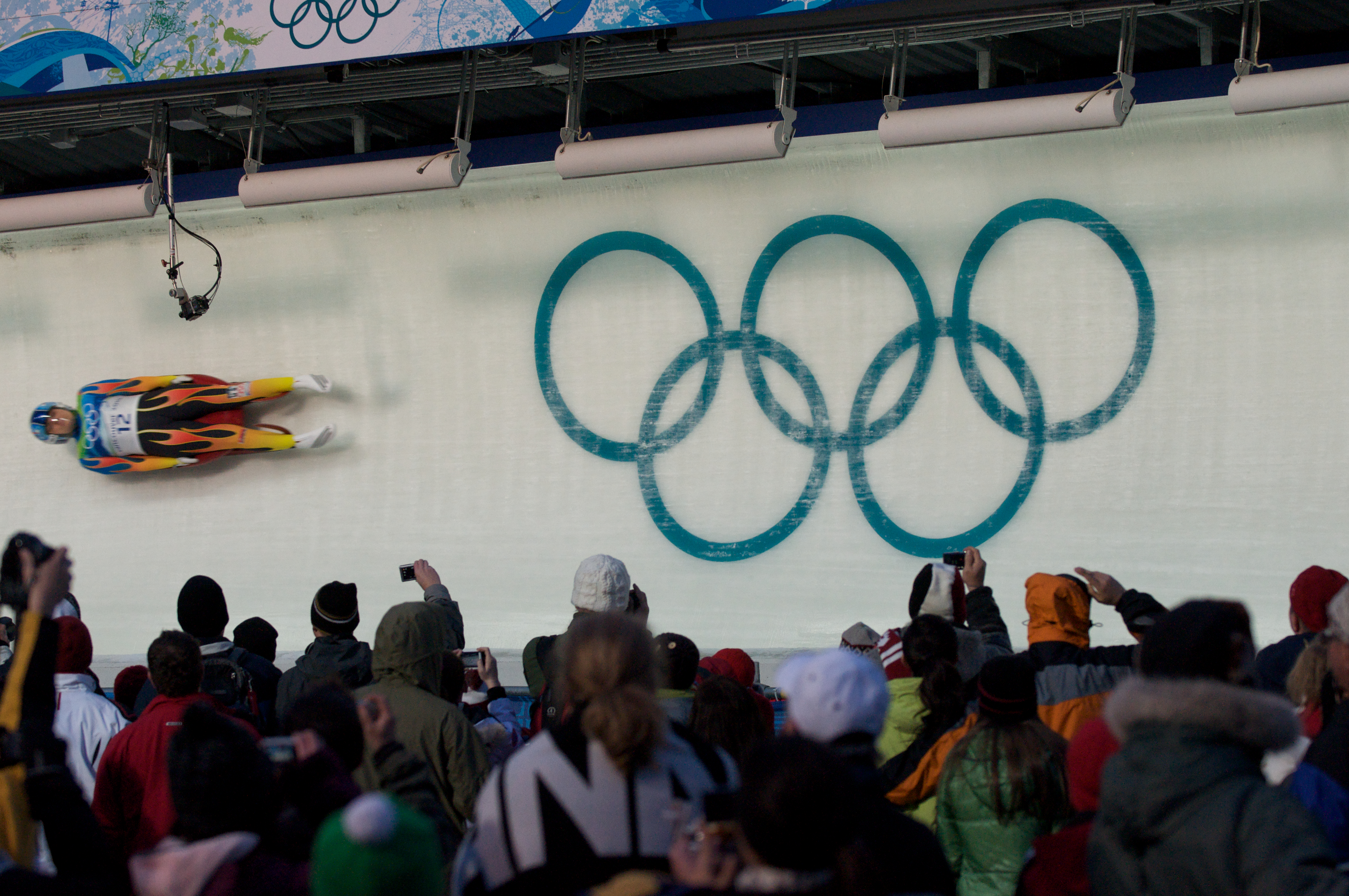
Julia Clukey från USA.

## Tävlingsschema
Alla tider är i lokal tid (PST).
| Dag   | Datum                   | Start | Slut  | Typ     | Fas           |
| ----- | ----------------------- | ----- | ----- | ------- | ------------- |
| Dag 2 | Lördag 13 februari 2010 | 17:00 | 20:35 | Män     | Heats 1 och 2 |
| Dag 3 | Söndag 14 februari 2010 | 13:00 | 16:50 | Män     | Heats 3 och 4 |
| Dag 4 | Måndag 15 februari 2010 | 17:00 | 19:55 | Kvinnor | Heats 1 och 2 |
| Dag 5 | Tisdag 16 februari 2010 | 13:00 | 16:10 | Kvinnor | Heats 3 och 4 |
| Dag 6 | Onsdag 17 februari 2010 | 17:00 | 19:15 | Dubbel  | Heats 1 och 2 |

## Resultat

### Grenar
Tre rodelgrenar hölls vid de olympiska vinterspelen 2010.
| gren                         | Guld                                     | Silver                          | Brons                                   |
| Herrarnas singel Detaljer... | Felix Loch Tyskland                      | David Möller Tyskland           | Armin Zöggeler Italien                  |
| Damernas singel Detaljer...  | Tatjana Hüfner Tyskland                  | Nina Reithmayer Österrike       | Natalie Geisenberger Tyskland           |
| Dubbel Detaljer...           | Österrike Andreas Linger Wolfgang Linger | Lettland Andris Sics Juris Sics | Tyskland Patric Leitner Alexander Resch |

## Antal deltagare
| Nationer            | Män | Kvinnor | Dubbel |
| ------------------- | --- | ------- | ------ |
| Argentina           | 1   | 0       | 0      |
| Australien          | 0   | 1       | 0      |
| Bulgarien           | 2   | 0       | 0      |
| Frankrike           | 1   | 0       | 0      |
| Georgien            | 2*  | 0       | 0      |
| Indien              | 1   | 0       | 0      |
| Italien             | 3   | 1       | 2      |
| Japan               | 1   | 2       | 0      |
| Kanada              | 3   | 3       | 2      |
| Kinesiska Taipei    | 1   | 0       | 0      |
| Lettland            | 3   | 3       | 2      |
| Moldavien           | 1   | 0       | 0      |
| Polen               | 1   | 1       | 0      |
| Rumänien            | 1   | 3       | 2      |
| Ryssland            | 3   | 3       | 2      |
| Schweiz             | 1   | 1       | 0      |
| Slovakien           | 1   | 2       | 1      |
| Slovenien           | 1   | 0       | 0      |
| Storbritannien      | 1   | 0       | 0      |
| Sydkorea            | 1   | 0       | 0      |
| Tjeckien            | 2   | 0       | 1      |
| Tyskland            | 3   | 3       | 2      |
| Ukraina             | 0   | 2       | 2      |
| USA                 | 3   | 3       | 2      |
| Österrike           | 3   | 2       | 2      |
| Totalt: 25 Nationer | 39  | 30      | 20     |

*Den georgiska deltagaren Nodar Kumaritasjvili dog under träning den 12 februari 

## Dödsolycka
Under ett träningsåk den 12 februari avled den georgiska rodelföraren Nodar Kumaritasjvili. Han var på väg genom banans sista kurva när han i över 140 km/h tappade kontrollen över sin kälke och kastades av banan rakt in i en betongpelare. Han fördes med ambulanshelikopter till sjukhus där han konstaterades död efter flera återupplivningsförsök.